# Bato (Leyte)
Bato (Bayan ng Bato) är en kommun i Filippinerna. Kommunen tillhör provinsen Leyte på ön med samma namn. Folkmängden uppgick vid folkräkningen 2010 till 35 610 invånare.

## Barangayer
Bato delas in i 32 barangayer.
| - Alegria - Alejos - Amagos - Anahawan - Bago - Bagong Bayan District (Pob.) - Buli - Cebuana - Daan Lungsod - Dawahon - Himamaa | - Dolho - Domagocdoc - Guerrero District (Pob.) - Iniguihan District (Pob.) - Katipunan - Liberty (Binaliw) - Mabini - Naga - Osmeña - Plaridel - Kalanggaman District (Pob.) | - Ponong - San Agustin - Santo Niño - Tabunok - Tagaytay - Tinago District (Pob.) - Tugas - Imelda - Marcelo - Rivilla |